# Charles Alexander Cameron
Pour les articles homonymes, voir Cameron.
Cet article possède un paronyme, voir Charles Cameron.
Ne doit pas être confondu avec John Charles Alexander Cameron.
Charles Alexander Cameron, né le 16 juillet 1830 à Dublin et mort le 27 février 1921, est un médecin, chimiste et écrivain irlandais.

## Biographie
Charles Alexander Cameron est né en 1830 à Dublin, en Irlande.Il est le fils du capitaine Ewen Cameron, originaire d'Écosse et de Belinda Smith, originaire du comté de Cavan. Il descend du clan Cameron de Lochiel.
Il fait ses premières études en chimie et en chimie pharmaceutique à Dublin. En 1852, il est élu professeur à la Dublin Chemical Society nouvellement fondée, tout en continuant à étudier la médecine dans plusieurs écoles et hôpitaux de Dublin. En 1854, il se rend en Allemagne où il obtient un diplôme de philosophie et de médecine. Pendant son séjour, il publié des traductions de poèmes et de chansons allemands.
En 1862, il épouse Lucie Macnamara de Dublin.
À son retour en Irlande, il devient conseiller scientifique du gouvernement britannique en Irlande dans les affaires pénales et, au fil des ans, participe à de nombreux procès notables, notamment ceux liés aux meurtres de Phoenix Park. En 1862, il devient analyste public pour la ville de Dublin, poste qui est ensuite étendu à 23 comtés d'Irlande. En 1867, il est élu professeur d'hygiène au Royal College of Surgeons in Ireland (RCSI). Il a également été maître de conférences en chimie au Dr Steevens' Hospital (en) et à la Ledwich School of Medicine, succédant à Maxwell Simpson, et a conservé ces postes jusqu'en 1874. En 1875, il est nommé professeur de chimie au Royal College of Surgeons d'Irlande.
De 1858 à 1863, il est rédacteur en chef et copropriétaire de l'Agricultural Review, dans laquelle il écrit des centaines d'articles sur divers sujets. En 1860-1862, il est également rédacteur en chef de la Dublin Hospital Gazette et publie ensuite de nombreux rapports sur la santé publique dans le Dublin Journal of Medical Science (en). A cette époque, il est en contact avec de nombreuses associations agricoles en Irlande et à l'étranger et reçoit un certain nombre de prix et d'hommages.
Il devint en 1874 Co-Medical Officer of Health pour Dublin Corporation et deux ans plus tard Chief Medical Officer. Il fait de nombreuses recommandations pour améliorer l'assainissement des habitations et veille à ce que les logements insalubres soient améliorés ou fermés. Il publie de nombreux rapports sanitaires, des mémoires sur l'hygiène, la vie sociale des très pauvres et les bonnes habitudes alimentaires, celles des très pauvres en particulier.
En 1884, il devient vice-président du Collège royal de chirurgie en Irlande et l'année suivante est élu président. Il est fait chevalier en 1885 en considération de « ses recherches scientifiques et de ses services à la cause de la santé publique ». En 1886, il publie son History of the Royal College of Surgeons in Ireland, and of the Irish Schools of Medicine. Cet ouvrage contient près de 300 biographies des hommes médicaux les plus éminents d'Irlande.
Un des principaux francs-maçons de Dublin, en 1911, il est nommé Freeman de la ville.
Il meurt à son domicile de Raglan Road à Dublin le 27 février 1921 et est inhumé au cimetière de Mount Jerome.
À sa mort, il laisse un fils, Ernest Stuart Cameron, et deux filles, Lucie Gerrard et Helena Stanley ; son fils aîné, le capitaine Charles J. Cameron, est mort dans un accident de bateau à Athlone en 1913, tandis qu'un autre fils, le lieutenant Ewen Henry Cameron, s'est suicidé dans un train à Newcastle en 1915 alors qu'il se rendait au Front de l'Ouest. Deux fils, Edwin et Mervyn, sont morts de tuberculose pulmonaire dans leur vingtaine.